# Wygoda (Nakla)
Wygoda (dodatkowa nazwa w j. kaszub. Wigòda) – przysiółek wsi Nakla w Polsce, położony w województwie pomorskim, w powiecie bytowskim, w gminie Parchowo, przy drodze krajowej nr 20 ze Stargardu do Gdyni.  Wchodzi w skład sołectwa Nakla.
W latach 1975–1998 przysiółek administracyjnie należał do województwa słupskiego.

## Historia
Przed 1920 przysiółek nosił nazwę niemiecką Wigodda. Po I wojnie światowej Wygoda wróciła do Polski. Granica polsko-niemiecka była jednocześnie zachodnią granicą wsi. Miejscowość należała do ówczesnego powiatu kartuskiego. Po II wojnie światowej do połowy lat 50. Wygoda znajdowała się w ówczesnym województwie gdańskim. W połowie lat 50. osadę, podobnie jak i całą gminę Parchowo przyłączono do nowo utworzonego województwa koszalińskiego.